# Clypeodytes similis
Clypeodytes similis är en skalbaggsart som först beskrevs av Olof Biström 1993.  Clypeodytes similis ingår i släktet Clypeodytes och familjen dykare. Inga underarter finns listade i Catalogue of Life.